# Blood Red Sandman
A „Blood Red Sandman” a finn Lordi negyedik kislemeze. A dal, a zenekar történetében az egyik legsikeresebb számuk. A kislemez 2004-ben jelent meg, és a The Monsterican Dream című nagylemezen a harmadik dal, csakúgy, mint a 2005-ös The Monster Show című válogatásalbumon. A számhoz készült egy videó is.

## A Videó
2004-ben forgatták le a videóját, Mr. Lordi egyik régi ismerősének, Pete Riski segítségével. Riski vette fel a Lordi összes videóklipjét, 2002-től fogva, Tomi Putaansuu-val pedig még az 1990-es évek elején ismerkedett meg, valószínűleg Tornio városában, ahol filmkészítő iskolába jártak, és sok kisebb zenekart hoztak létre közösen.
A videó egy padláson játszódik, ahol három fiatal, egy fiú, és két lány tartózkodik, míg nem jön maga a Lordi és mind a három fiatalt áldozatul, nem ejti. A három személy ugyanis egy dobozt kap, és ebben egy magnó található, benne egy kazettával, amit elindítanak. A fiú, és az egyik lány, élőhalottá válik, míg a másik lány leállítja a kazettát, annak reményében, hogy a démonok így eltűnnek. Látszólag sikerült a terve azonban a vezérszörny mégis végez vele.

## A kislemez tartalma
1.	„Blood Red Sandman” (Radio Edit) (4. 03)
2.	„To Hell With Pop” (4.24)
3.	„Pyromite” (4.49)

## Közreműködött
•	Mr. Lordi (ének)
•	Amen (gitár)
•	Kalma (basszusgitár)
•	Kita (dobok)
•	Enary (billentyűk)